# Église Sainte-Colombe de La Flèche
Pour les articles homonymes, voir Église Sainte-Colombe.
L'église Sainte-Colombe est une église située dans la ville de La Flèche, dans le département de la Sarthe. Elle fut reconstruite au XIXe siècle par l'architecte Paul Lesmesle.
Elle fait l’objet d’une inscription au titre des monuments historiques depuis le 8 octobre 2007.

## Localisation
L'édifice est situé dans le quartier Sainte-Colombe à La Flèche, à proximité du Loir. Sainte-Colombe est une ancienne commune du département de la Sarthe qui fut rattachée à La Flèche en 1866. 

## Description
De style néo-gothique, l'église est bâtie sur un plan à nef unique et transept.

## Historique
Il est fait mention d'un prieuré à l'emplacement de l'édifice actuel dès 1087 lorsque ce prieuré-cure fut donné à l'abbaye bénédictine Saint-Aubin d'Angers. L'église fut entièrement reconstruite entre 1859 et 1862 par l'architecte Paul Lemesle. 